# 삼성 갤럭시 프로
삼성 갤럭시 프로(Samsung Galaxy Pro, Samsung B7510)은 삼성전자가 2011년에 출시한 스마트폰이다.